# Precyzjonizm

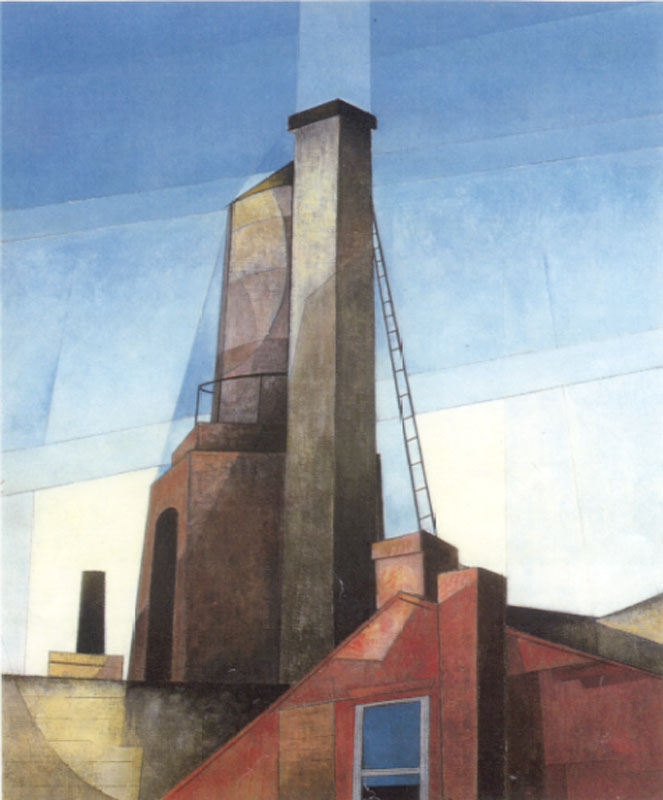
Charles Demuth, Aucassin and Nicolette,, 1921

Precyzjonizm – kierunek w dwudziestowiecznym malarstwie amerykańskim nawiązujący do kubizmu i futuryzmu, znany również jako realizm kubistyczny.
Kierunek powstał w czasie I wojny światowej w Stanach Zjednoczonych i rozwijał się w okresie międzywojennym. Do jego najważniejszych przedstawicieli zaliczani są Charles Demuth, Elsie Driggs, Georgia O’Keeffe i fotograf Charles Sheeler. Precyzjoniści uważali się za artystów amerykańskich i unikali wpływów europejskich, nigdy nie ogłosili manifestu artystycznego.
Cechą charakterystyczną stylu jest tematyka koncentrująca się głównie na architekturze miejskiej i przemysłowej oraz precyzyjna, bliska fotografii technika. Wyraźne nawiązania do kubizmu dostrzegane są szczególnie w geometryzmie form i stosowaniu kaligrafii. Artystów reprezentujących precyzjonizm nazywano w związku z tym sterylitami lub niepokalanymi.
Precyzjonizm miał wpływ na inne kierunki w sztuce, głównie na realizm magiczny i pop-art.